# Zamia angustifolia
Zamia angustifolia är en kärlväxtart som beskrevs av Nikolaus Joseph von Jacquin. Zamia angustifolia ingår i släktet Zamia och familjen Zamiaceae. IUCN kategoriserar arten globalt som sårbar. Inga underarter finns listade i Catalogue of Life.

## Bildgalleri

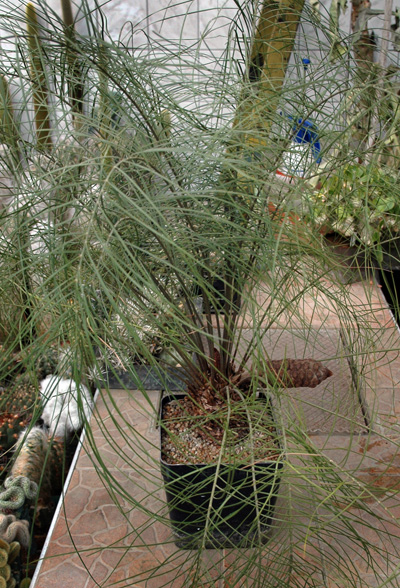
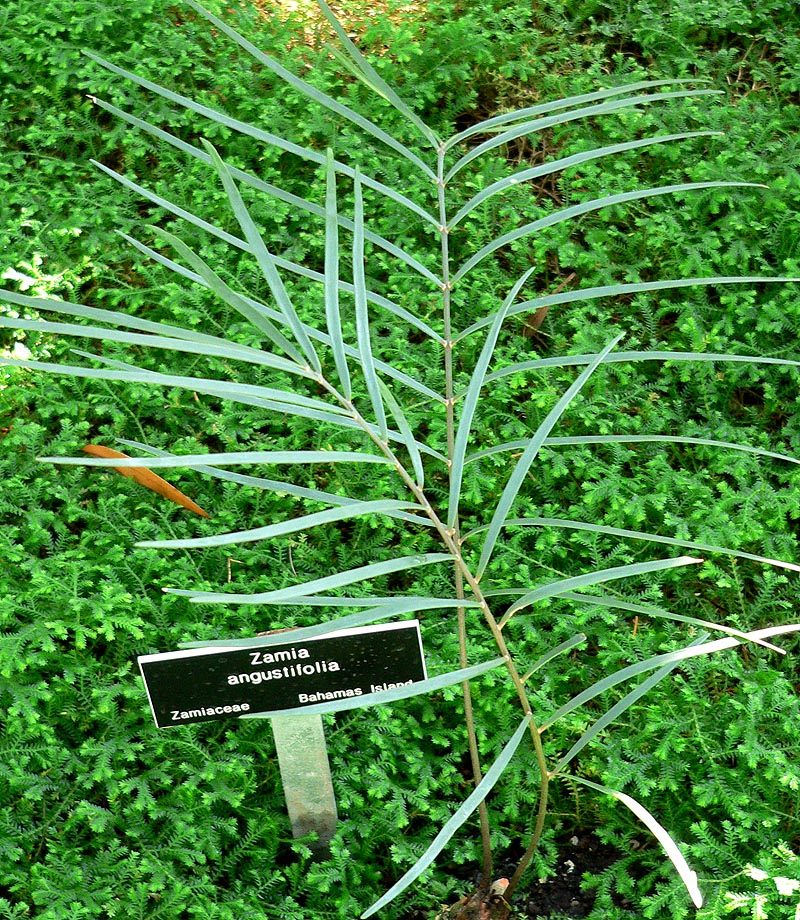
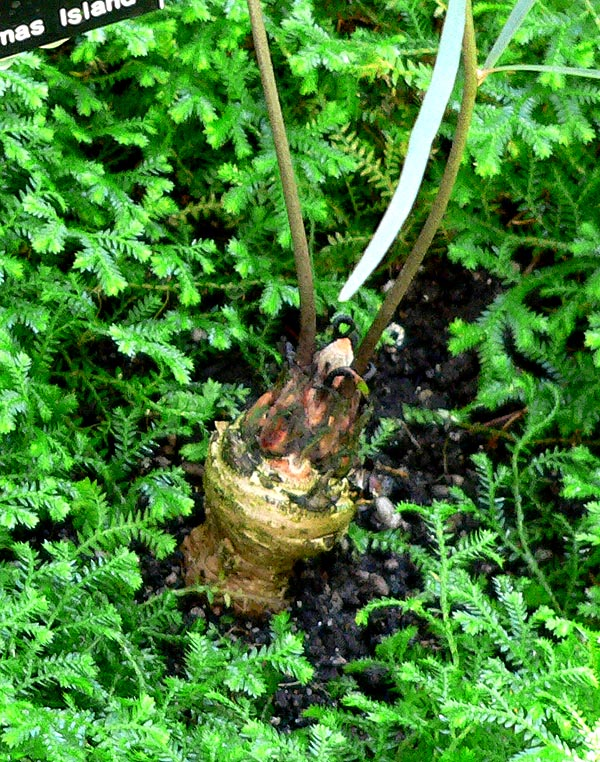
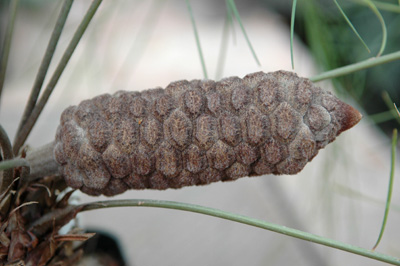